# Vila Neitzel
Vila Neitzel es un distrito geográfico en el municipio brasileño de Itueta, Minas Gerais, fundada por pomeranos.
El distrito fue fundado por refugiados alemanes durante la Segunda Guerra Mundial.
En el barrio se encuentra su sede central Proyecto Língua Mutter, que tiene el objetivo de enseñar y difundir la lengua de los pomeranos entre los habitantes del distrito.